# Володимир Мацків
Володи́мир Микола Ма́цків (4 серпня 1923, Станиславів, нині Івано-Франківськ — 2001, Іслінгтон, провінція Онтаріо, Канада) — канадійський винахідник, хімік, гірничий інженер й інженер-металург українського походження, директор відділу досліджень і виконавчий віце-президент гірничої компанії Sherritt Gordon. Співавтор високоефективного методу видобування нікелю, який застосовують, зокрема, в Америці та Європі.

## Біографія
Народився в сім’ї станиславівських міщан Тимофія й Ірини (з Іваницьких). 
Навчався в університетах Бреслау (Вроцлав, Німеччина, тепер Польща), Ерлангена (Німеччина), Лувена (Бельгія). Диплом хіміка одержав у 1946 р. 
З 1948 жив у Канаді: спершу в провінції Манітоба (працював хіміком-аналітиком у копальнях, хіміком у дослідній лабораторії), згодом — у Форт-Саскачеван  (біля Едмонтону), де працював як фахівець-хімік у гірничій компанії Sherritt Gordon (Торонто). Саме в цій компанії відбулася його стрімка професійна кар’єра: 1949 — головний хімік; 1952 — директор відділу досліджень; 1964 — член правління компанії. У 1972 році Мацьків призначений виконавчим віце-президентом компанії Sherritt Gordon. Свій фаховий рівень він підтвердив, коли спільно з професором Форвардом розробив високоефективний метод видобування нікелю. 
Є автором понад 50 наукових праць і власником 45 патентів на різні винаходи в галузі видобування нікелю, кобальту, міді й цинку з руди, а також зварювання нікелю, кобальту та ін. кольорових металів тощо. 
Почесний доктор Альбертського університету (з 1976).
Був активним учасником життя української діаспори Канади, членом відділення НТШ у Канаді.